# SV Zeist in het seizoen 1955/56
Het seizoen 1955/1956 was het eerste jaar in het bestaan van de Zeistse betaaldvoetbalclub Zeist. De club kwam uit in de Eerste klasse C en eindigde daarin op de zevende plaats, dit betekende dat de club in het nieuwe seizoen uitkwam in de Tweede divisie.

## Wedstrijdstatistieken

### Eerste klasse C
|       | DHC   | DOSKO | Fortuna | Helmondia '55 | Hilversum | KFC   | Oldenzaal | Oosterparkers | TOP   | Tubantia | UVS   | Volendam | Wilhelmina | ZFC   | Zwartemeer |
| ----- | ----- | ----- | ------- | ------------- | --------- | ----- | --------- | ------------- | ----- | -------- | ----- | -------- | ---------- | ----- | ---------- |
| Thuis | 3 – 2 | 1 – 2 | 3 – 2   | 1 – 3         | 2 – 1     | 0 – 1 | 3 – 2     | 1 – 0         | 2 – 1 | 1 – 2    | 7 – 4 | 1 – 1    | 3 – 2      | 1 – 3 | 3 – 2      |
| Uit   | 0 – 2 | 2 – 2 | 2 – 0   | 3 – 2         | 2 – 2     | 2 – 0 | 2 – 2     | 1 – 2         | 0 – 2 | 3 – 0    | 2 – 3 | 1 – 1    | 1 – 0      | 3 – 1 | 1 – 4      |

## Statistieken Zeist 1955/1956

### Eindstand Zeist in de Nederlandse Eerste klasse C 1955 / 1956
| Stand | Gespeeld | Gewonnen | Gelijk | Verloren | Punten | Doelpunten voor | Doelpunten tegen |
| ----- | -------- | -------- | ------ | -------- | ------ | --------------- | ---------------- |
| 7e    | 30       | 13       | 6      | 11       | 32     | 54              | 53               |

### Topscorers
| Competitie \| # \| Naam \| \| \| ------ \| ------------------ \| -- \| \| 1. \| Teus van Rheenen \| 15 \| \| 2. \| Jan van der Munt \| 13 \| \| 3. \| Henk de Zoete \| 12 \| \| 4. \| Chiel Koolemans \| 6 \| \| 5. \| Chris Bouman \| 2 \| \| 5. \| Evert van de Eshof \| 2 \| \| 5. \| Jan Kolkman \| 2 \| \| 8. \| Jan van Delft \| 1 \| \| 8. \| Bertus Sluyk \| 1 \| \| Totaal \| Totaal \| 54 \| |                    |      |
| # | Naam               | Goal |
| 1. | Teus van Rheenen   | 15   |
| 2. | Jan van der Munt   | 13   |
| 3. | Henk de Zoete      | 12   |
| 4. | Chiel Koolemans    | 6    |
| 5. | Chris Bouman       | 2    |
| 5. | Evert van de Eshof | 2    |
| 5. | Jan Kolkman        | 2    |
| 8. | Jan van Delft      | 1    |
| 8. | Bertus Sluyk       | 1    |
| Totaal | Totaal             | 54   |